# Флутамід
Флутамід (англ. Flutamide, лат. Flutamidum) — синтетичний лікарський препарат, який належить до нестероїдних антагоністів андрогенів, що застосовується перорально. Уперше препарат синтезований у США в лабораторії компанії «Schering-Plough», і початково розглядався як антибактеріальний засіб. Пізніше виявлено, що флутамід, який початково отримав кодову назву SCH-13521, має антиандрогенні властивості. Клінічні дослідження нового препарату розпочались у 1971 році, і вперше схвалений для клінічного використання у ФРН у 1983 році під торговою маркою «Флюгерель».

## Фармакологічні властивості
Флутамід — синтетичний лікарський засіб, який належить до нестероїдних антагоністів андрогенів. Механізм дії препарату полягає у блокуванні андрогенних рецепторів у клітинах-мішенях простати, гіпоталамусу і гіпофізу, що призводить до інгібування зв'язування андрогенів з рецепторами, наслідком чого є блокування біологічних ефектів андрогенів, одним із яких є гальмування росту пухлини в передміхуровій залозі, а також запобігання розвитку метастазування пухлини. Флутамід, проте, не має пригнічуючої дії на секрецію тестостерону та на чутливість гіпофіза до секреції гонадотропін-рилізинг гормону, що призводить навіть до збільшення концентрації тестостерону в крові. Флутамід також не має естрогенної, антиестрогенної, гестагенної та антигестагенної активності; не впливає також на рецептори мінералокортикоїдів і глюкокортикоїдів. Флутамід застосовується для лікування раку простати, у тому числі метастатичного, в поєднанні з хірургічним лікуванням або застосуванням агоністів гонадотропін-рилізинг гормону, а також для лікування хворих, які мають непереносність до інших видів лікування або несприйнятливість інших видів терапії. Флутамід також застосовується для лікування інших станів, коли необхідно зниження рівня чоловічих статевих гормонів, у тому числі гірсутизму, акне та синдрому полікістозних яєчників.

### Фармакокінетика
Флутамід швидко та добре всмоктується після перорального застосування, біодоступність препарату становить більше 90 %. Максимальна концентрація препарату в крові досягається протягом 2 годин після прийому препарату. Флутамід добре (на 94—96 %) зв'язується з білками плазми крові. Даних за проникнення флутаміду через плацентарний бар'єр та в грудне молоко немає. Препарат метаболізується у печінці з утворенням переважно активних метаболітів. Виводиться флутамід з організму переважно з сечею, близько 4 % препарату виводиться з калом. Період напіввиведення флутаміду складає 5—6 годин. і цей час може збільшуватися при порушеннях функції печінки або нирок.

## Покази до застосування
Флутамід застосовують для лікування раку простати, у тому числі метастатичного, в поєднанні з хірургічним лікуванням або застосуванням агоністів гонадотропін-рилізинг гормону, а також для лікування хворих, які мають непереносність до інших видів лікування або несприйнятливість інших видів терапії. Флутамід також застосовується для лікування інших станів, коли необхідно зниження рівня чоловічих статевих гормонів.

## Побічна дія
При застосуванні флутаміду можуть спостерігатися наступні побічні ефекти:
- Алергічні реакції та з боку шкірних покривів — шкірний висип, підшкірні крововиливи. вовчакоподібний синдром.
- З боку травної системи — нудота, блювання, діарея, втрата апетиту, жовтяниця, порушення функції печінки (вкрай рідко з летальними наслідками).
- З боку нервової системи — головний біль, порушення сну.
- З боку серцево-судинної системи — тромбоемболія, периферичні набряки.
- З боку ендокринної системи — гінекомастія, галакторея.
- Інші побічні ефекти — біль у кістках, біль у вогнищах ураження.
- Зміни в лабораторних аналізах — підвищення рівня активності амінотрансфераз в крові.

## Протипокази
Флутамід протипоказаний при підвищеній чутливості до препарату.

## Форми випуску
Флутамід випускається у вигляді таблеток або желатинових капсул по 0,125 та 0,25 г.